# كارين جولدبرج
كارين إيلا جولدبرج كيميائية أمريكية، و أستاذة فاجيلوس لأبحاث الطاقة في جامعة بنسلفانيا .  تميزت جولدبيرج بعملها في مجال الكيمياء غير العضوية والعضوية المعدنية . أحدث أبحاثها على التحفيز ، و بالإضافة إلى تخليق وتنشيط الأكسجين الجزيئي.  في عام 2018، . 

## حياة مهنية
أخذت كارين جولدبرج على درجة البكالوريوس في الكيمياء في عام 1983 من كلية بارنارد بجامعة كولومبيا . . حصلت على درجة الدكتوراه في الكيمياء عام 1988 مع البروفيسور روبرت بيرجمان في جامعة كاليفورنيا في بيركلي . أكملت سنة ما بعد الدكتوراه تحت إشراف البروفيسور بروس بورستن في جامعة ولاية أوهايو قبل أن تصبح عضوًا في هيئة التدريس بجامعة ولاية إلينوي في عام 1989. في عام 1995، جولدبرج بدأت العمل في جامعة واشنطن كأستاذة مساعدة في الكيمياء، وحصلت على وظيفة دائمة وتم ترقيتها إلى أستاذ مشارك في عام 2000، وإلى أستاذ في عام 2003.  في عام 2017، .  

## بحث
شملت اهتمامات جولدبرج البحثية فهم آلية وتطبيق المحفزات في التفاعلات العضوية المعدنية الأساسية. و قد نجحت في تصميم منتجات كيميائية ووقود أكثر كفاءة وأقل تكلفة من مجموعة متنوعة من المواد الخام، مثل الألكانات. ومن بين هذه العمليات التي ساعدت جولدبرج في تطويرها عملية نزع الهيدروجين من بوران الأمونيا باستخدام محفز ملقط الإيريديوم، وهو تفاعل يحصل في ظل ظروف معتدلة بمعدلات عالية مع تجديد فعال للمحفز. 

### تحفيز الأكسدة المحبة للإلكترون
قرابة ثلاثين عامًا، اكتشف شيلوف الأكسدة الانتقائية للألكانات في وجود المعادن المكونة من البلاتين. كان هذا غير عملي لأنه يتطلب مؤكسدًا متناسبًا مع العناصر بالإضافة إلى معدن البلاتين (II) المحفز، مما جعل جولدبيرج يبحث بشكل أعمق في فهم تنشيط رابطة CH والأكسدة وتكوين رابطة ذرة غير متجانسة من الكربون مما أدى إلى تطوير منتجات أكثر عملية. قام جولدبرج بالتحقيق في وظائف الألكانات من خلال تفاعلات الأكسدة و استخدم محفزات تعتمد على البلاتين. 

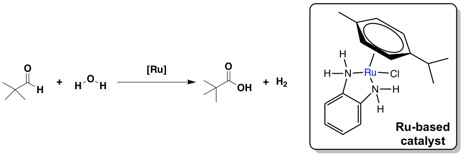
تفاعل البيفالديهيد مع الماء المحفز بواسطة معقدات البارا-سيمين الروثينيوم لتكوين حمض الكربوكسيل وغاز الهيدروجين.

معقدات ميثيل البلاتين تعتبر (II) وسيط رئيسي في كل من نظام أكسدة الميثان شيلوف وفي أنظمة أكسدة الميثان البلاتينية التحفيزية الحديثة. و أحتوى أبحاث جولدبرج تكوين الكحولات من الألكانات باستخدام البلاتين و غيره من محفزات المعادن المتأخرة بما في ذلك الروثينيوم والإيريديوم والروديوم. ونتيجة لذلك اكتشف بحثها طريقة استخدام عائلة من معقدات ثنائي أمين Ru(II) كمحفز أولي لتوفير الانتقائية والتحويل العالي للألدهيدات إلى أحماض كربوكسيلية عبر تفاعل عدم التناسب المتنافس للألدهيد. 
لقد تم استخدام هيدريد الليثيوم والألومنيوم على نطاق واسع كعامل اختزال قوي. ومع ذلك، من الصعب اختزال مجموعات الكاربونيل المستقرة الرنينية الموجودة في الإسترات واللاكتونات إلى كحوليات. ثم جاءت مجموعة بحثها بفكرة هدرجة الإسترات واللاكتونات لتشكيل الكحول باستخدام معقدات محفزة بالمعادن خالية من القواعد. إن المحفز الذي أدى إلى إنتاجية عالية من إسترات الفورمات هو عبارة عن مركب ثنائي البيريدين الإيريديوم نصف الساندويتش. تم استخدام نفس معقدات نصف الساندويتش من الإيريديوم والروديوم كمحفزات كفؤة لهدرجة الأحماض الكربوكسيلية في ظل ظروف معتدلة نسبيًا. تتضمن الآلية وراء هذا التفاعل نقل الهيدريد من المحفز إلى حمض الفورميك كجزء رئيسي من التفاعل. 
 ساهم جولدبرج في إيجاد طرق لتنشيط الروابط القوية مثل CH، وCC، وCO، وCN، وNH. ومن خلال ذلك اكتشفت مجموعة أبحاث جولدبيرج كيف يتم تفعيل هذه الروابط بمجرد تنشيطها من خلال الإضافة المؤكسدة والإزالة الاختزالية. قدم هذا البحث آليات مفصلة، ووسطاء، وحواجز حركية لهذه العمليات التحفيزية. 

### هيدروجينة مضادة لماركوفنيكوف للألكينات
نظرا لأهمية المنتجات الخطية المضادة لماركوفنيكوف ركزت أبحاث جولدبرج على اكتشاف محفزات المعادن الانتقالية التي تساهم في تحفيز هيدروأمينات مضادات ماركوفنيكوف للألكينات. وفي أحد منشوراتها، قدمت طريقة لتحفيز أريلة الألكينات غير المنشطة باستخدام معقدات البلاتين (II) مع ربيطات البيروليد غير المتماثلة. وتم توفير الانتقائية باستخدام البنزين و1-هيكسين ومحفز محسن. وكان نتيجة العمل إنتاج تركيز عالي من الأوليفينات باستخدام البروبيلين كركيزة. 
شملت معظم أبحاثها حول هذا الموضوع دراسات تجريبية لتفاعلات الإزالة الاختزالية والإضافة المؤكسدة التي تنطوي على جزيئات تحتوي على الكربون من أجل الحصول على معلومات حول إحداثيات التفاعل لهذه العمليات. كما تضمنت دراساتها الإضافية حول استخدام المحفزات القائمة على البلاتين للإزالة الاختزالية لمنتجات الألكانات، توصيفات علم البلورات لمجمعات البلاتين والوسطاء المحددين لتحديد آلية مثل هذه التفاعلات. 

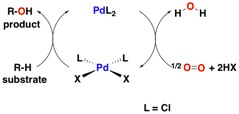
مثال على دورة تحفيزية للبلاديوم تستخدم الأكسجين كمؤكسد نهائي.